# Chồng hờ vợ tạm
Chồng hờ vợ tạm (Tiếng Anh: The Accidental Couple) là một bộ phim truyền hình Hàn Quốc 2009 với sự tham gia của Hwang Jung-min và Kim Ah-joong. Bộ phim hài lãng mạn tập trung vào mối quan hệ giữa một chàng nhân viên bưu điện và một nữ diễn viên nổi tiếngsau khi họ đồng ý kết hôn giả trong vòng 6 tháng.

## Nội dung
Gu Dong-baek là một nhân viên bưu điện, tính tình thật thà tốt bụng, nhưng bề ngoài ngây ngô, cư xử vụng về, làm việc kém hiệu quả, thường xuyên bị cấp trên phàn nàn, bị đồng nghiệp xa lánh. Đã hơn ba mươi tuổi nhưng vẫn chưa có một mảnh tình vắt vai. Cuộc đời Gu Dong-baek những tưởng sẽ trôi qua một cách tẻ nhạt và buồn bã, nhưng định mệnh đã thay đổi khi Gu Dong-baek tình cờ gặp và giúp đỡ Han Ji-soo, một nữ diễn viên nổi tiếng của Hàn Quốc cùng với người tình của cô ta thoát khỏi cuộc truy đuổi của phóng viên. Để bảo vệ Kim Kang-mo người yêu của mình, và tránh né dư luận nên Han Ji-soo đã yêu cầu Gu Dong-baek kết hôn giả với mình trong sáu tháng, đợi sau khi cha Kim Kang-mo đắc cử chức thị trưởng Seoul thì hai người sẽ ly hôn. Sau khi quen Han Ji-soo, Gu Dong-baek được mọi người chú ý hơn, cấp trên coi trọng hơn, đồng nghiệp yêu mến hơn, công việc thuận lợi hơn. Trong sáu tháng sống chung một mái nhà, Gu Dong-baek và Han Ji-soo đã nảy sinh tình cảm với nhau. Và cũng trong thời gian này Han Ji-soo đã cảm nhận được tình yêu chân thành của Gu Dong-baek và sự ích kỷ của Kim Kang-mo. Cuối cùng trải qua vô vàn khó khăn Gu Dong-baek và Han Ji-soo đã đến với nhau bằng một tình yêu ngọt ngào và chân thành nhất.

## Diễn viên
- Hwang Jung-min vai Gu Dong-baek
- Shin Ki-joon vai Dong-baek (lúc nhỏ)
- Kim Ah-joong vai Han Ji-soo
- Joo Sang-wook vai Kim Kang-mo (Bạn trai bí mật Han Ji-soo)
- Lee Chung-ah vai Gu Min-ji (Em gái Gu Dong-baek)
- Baek Sung-hyun vai Han Sang-chul (Em trai Han Ji-soo)
- Jeon Mi-seon vai Cha Yun-kyung (Quản lý và bạn thân Han Ji-soo)
- Lee Soo-young vai Jo Seung-eun (Bạn thân Gu Min-ji)
- Yoon Mi-joo vai Park Kyung-ae
- Hong Ji-young vai Jo Myung-jin
- Moon Jae-won vai Yoon-seob
- Kang Hee-soo vai Tae-won
- Kim Hyung-gyu vai Kim Suk-hyun
- Kim Kwang-kyu vai Trưởng nhóm kinh doanh tại bưu điện
- Yoon Joo-sang vai Giám đốc Yoon
- Jung Dong-hwan vai Kim Jung-wook (Cha Kim Kang-mo, một chính trị gia)
- Ryu Tae-ho vai Assistant Kim (Thư ký của Kim Jung-wook)
- Lee Hae-young vai Baek (Phóng viên)
- Park Ha-sun vai Choi Soo-yeon (Vợ chưa cưới Kim Kang-mo)
- Jo Sang-gun vai President Choi (Cha Choi Soo-yeon)
- Hong Seok-cheon vai Đạo diễn phim
- Choi Yoon-young vai Nhà tạo mẫu

## Giải thưởng và đề cử
| Năm  | Giải thưởng                            | Hạng mục                             | Trao cho                       | Kết quả   |
| ---- | -------------------------------------- | ------------------------------------ | ------------------------------ | --------- |
| 2009 | Lễ trao giải phim truyền hình KBS 2009 | Nam diễn viên xuất sắc               | Hwang Jung-min                 | Đề cử     |
| 2009 | Lễ trao giải phim truyền hình KBS 2009 | Nam diễn viên xuất sắc phim ngắn tập | Hwang Jung-min                 | Đề cử     |
| 2009 | Lễ trao giải phim truyền hình KBS 2009 | Nữ diễn viên xuất sắc phim ngắn tập  | Kim Ah-joong                   | Đoạt giải |
| 2009 | Lễ trao giải phim truyền hình KBS 2009 | Nam diễn viên phụ xuất sắc nhất      | Yoon Joo-sang                  | Đoạt giải |
| 2009 | Lễ trao giải phim truyền hình KBS 2009 | Nữ diễn viên phụ xuất sắc nhất       | Jeon Mi-seon                   | Đề cử     |
| 2009 | Lễ trao giải phim truyền hình KBS 2009 | Nữ diễn viên mới xuất sắc nhất       | Lee Chung-ah                   | Đề cử     |
| 2009 | Lễ trao giải phim truyền hình KBS 2009 | Nam diễn viên được yêu thích nhất    | Hwang Jung-min                 | Đề cử     |
| 2009 | Lễ trao giải phim truyền hình KBS 2009 | Nữ diễn viên được yêu thích nhất     | Kim Ah-joong                   | Đề cử     |
| 2009 | Lễ trao giải phim truyền hình KBS 2009 | Cặp đôi xuất sắc nhất                | Hwang Jung-min và Kim Ah-joong | Đề cử     |